# 史銘
史銘（?—?），甘肃安定人，清朝政治人物。解元出身。
光绪33年（1907年），擔任清朝遵义府婺川縣知縣。后由李光炎接任。